# کیوشی کاسه
کیوشی کاسه (انگلیسی: Kiyoshi Kase) کشتی‌گیر اهل ژاپن بود. وی در بازی‌های المپیک تابستانی ۱۹۳۲ شرکت کرده‌است.